# 菅谷青玄
菅谷 青玄（すがや いさむ、1950年2月4日 - ）は、日本の男性声優、舞台俳優。東京都台東区出身。青二プロダクション所属。
本名および旧芸名は菅谷 勇（読みは同じ）。

## 来歴
國學院大學経済学部卒業。東京俳優学校を卒業後、劇団薔薇座を経て劇団シアトリカル・ベース・ワンスモアを主宰。同じ劇団出身の難波圭一らと出演・制作する。初舞台は『セレブレイション』。
2024年2月1日付けで芸名表記を「菅谷勇」から「菅谷青玄」に改名した。

## 人物
声種はバリトン。方言は江戸弁。
声優としては、アニメ、テレビに出演しており、舞台にも出演するなど幅広く活躍。
資格・免許は普通自動車免許。趣味は舞台演出、映画鑑賞、ドライブ、史跡・街中散歩、指圧マッサージ。特技はスポーツ、弱電気工事。

## 出演

### テレビアニメ
1979年
- 新エースをねらえ!
- ルパン三世 (TV第2シリーズ)（1979年 - 1980年）

1983年
- キャッツ・アイ（警官）

1984年
- まんがどうして物語

1988年
- 魁!!男塾（二号生）
- キテレツ大百科（1988年 - 1995年、技術者、福沢諭吉）

1994年
- ツヨシしっかりしなさい（店長）

1996年
- 頭文字D

2000年
- 週刊ストーリーランド（院長）

2001年
- フルーツバスケット（籍真の祖父）

2004年
- MONSTER（客B）
- 名探偵コナン（2004年 - 2011年、鴨下保比呂、小池達太郎、裁判員）

2006年
- 爆球Hit! クラッシュビーダマン（謎の男）

2007年
- ちびまる子ちゃん（寅熊さん）

2008年
- 星新一 ショートショート

### OVA
- 銀河英雄伝説（1994年）

### ゲーム
- 天地を喰らう PCエンジン SUPER CD-ROM2版（1994年）
- ザ・ファイヤーメン2 ピート & ダニー（1995年、マックス・ブライアント）
- BSドラゴンクエスト（1996年）
- 大怪獣バトルウルトラコロシアム（2008年、宇宙剣豪ザムシャー）
- スーパーヒーロージェネレーション（2014年、ザムシャー）

### 特撮
- ウルトラマンメビウス（2006年、宇宙剣豪ザムシャーの声）
- ウルトラギャラクシー大怪獣バトル NEVER ENDING ODYSSEY（2008年、ババルウ星人〈RB〉の声）

### テレビ番組
- バーニー博士のペット百科（バーニー博士）
- BS世界のドキュメンタリー（リチャード・クレイダーマン）

### ナレーション
- ザ・ワイド（2004年3月まで）
- ダウンタウンのガキの使いやあらへんで!!（裁判ナレーション）
- 小さな旅と美術館

### ボイスオーバー
- 映像の世紀
- NHKニュースおはよう日本
- NHKニュース9
- グレーテルのかまど
- クローズアップ現代
- サンデージャポン
- 世界遺産
- ダーウィンが来た!
- ためしてガッテン
- 所さん!事件ですよ
- 日曜美術館
- 日経スペシャル ガイアの夜明け
- news23
- 美の巨人たち
- プロ野球ニュース
- 報道ステーション
- 報道特集

### 舞台
- アップルトゥリー
- アパートの鍵貸します
- イヌの仇討ち
- 来られない友に乾杯
- 紳士は狩りがお好き
- ステージドア
- 走者はつまづく
- BABY
- ミスターシンデレラ